# Zwitserse supercup
De Zwitserse supercup is een voormalige Zwitserse voetbalwedstrijd die gespeeld werd tussen de landskampioen en de bekerwinnaar.
Om de supercup werd gespeeld tussen 1986 en 1990. Neuchâtel Xamax won de cup driemaal en Grasshopper Club Zürich en Young Boys Bern beide eenmaal.
| Jaar | Kampioen                | Bekerwinnaar            | Uitslag | Opmerkingen                                                                              |
| ---- | ----------------------- | ----------------------- | ------- | ---------------------------------------------------------------------------------------- |
| 1986 | Young Boys Bern         | FC Sion                 | 3:1     |                                                                                          |
| 1987 | Neuchâtel Xamax         | Young Boys Bern         | 3:0     |                                                                                          |
| 1988 | Neuchâtel Xamax         | Grasshopper Club Zürich | 5:2     | 2:2 na verlenging                                                                        |
| 1989 | FC Luzern               | Grasshopper Club Zürich | 2:4     |                                                                                          |
| 1990 | Grasshopper Club Zürich | Neuchâtel Xamax         | 3:4     | 1:1 na verlenging, GC won in 1990 de dubbel, Xamax nam deel als verliezend bekerfinalist |